# Ergue-te
Ergue-te (en français : Soulève-toi, abrégé en E) est un parti politique portugais nationaliste d'extrême droite,,,,,. Il a comme slogans « Travail et nation » et « Le Portugal aux Portugais ». Son nom était Parti national rénovateur jusqu'en juillet 2020.

## Historique

Ancien logo.

Il s'agit en fait de l'ancien Parti rénovateur démocratique de centre gauche, fondé en 1985 par le général Eanes qui a été infiltré, après son déclin à la fin des années 1990 et sa disparition des assemblées parlementaires, par des éléments d'extrême droite du Mouvement d'action nationale (en).
En février 2000, ils fondent sur les cendres du PRD le Parti national rénovateur.
Son président est José Pinto Coelho, depuis juin 2005. 
Fin 2009, le PNR a rejoint l'Alliance européenne des mouvements nationaux qui regroupe différents partis nationalistes d'Europe.
En juillet 2020, il change son nom en Ergue-te (« Soulève-toi ») pour rafraîchir son image.

## Résultats électoraux

### Élections législatives
| Année | Voix   | %    | Rang | Sièges  |
| ----- | ------ | ---- | ---- | ------- |
| 2002  | 4 712  | 0,09 | 10e  | 0 / 230 |
| 2005  | 9 374  | 0,16 | 9e   | 0 / 230 |
| 2009  | 11 503 | 0,20 | 12e  | 0 / 230 |
| 2011  | 17 548 | 0,31 | 10e  | 0 / 230 |
| 2015  | 27 269 | 0,50 | 10e  | 0 / 230 |
| 2019  | 17 126 | 0,33 | 13e  | 0 / 230 |
| 2022  | 5 043  | 0,09 | 19e  | 0 / 230 |
| 2024  | 6 030  | 0,10 | 15e  | 0 / 230 |
| 2025  | 9 046  | 0,15 | 16e  | 0 / 230 |

### Élections européennes
| Année | Voix   | %    | Rang | Sièges |
| ----- | ------ | ---- | ---- | ------ |
| 2004  | 8 405  | 0,25 | 11e  | 0 / 24 |
| 2009  | 13 214 | 0,37 | 12e  | 0 / 22 |
| 2014  | 15 036 | 0,46 | 12e  | 0 / 21 |
| 2019  | 16 014 | 0,49 | 13e  | 0 / 21 |